# Странджанско бясно дърво
Странджанско бясно дърво (Daphne pontica) е вечнозелен храст от семейство Тимелееви. В България е реликтен и застрашен вид, включен в Червената книга на България и Закона за биологичното рзнообразие.

## Описание
Достига височина до 50 – 100 cm. Клоните му са разперени. Листата са обратнояйцевидни, малко по-дълги, отколкото широки. Цветовете му са жълтеникавозелени, разположени по двойки на общи дръжки. Те са голи и събрани в скъсени щитовидни съцветия върху едногодишни клонки. Чашелистчетата са яйцевидни и заострени. Плодът е яйцевиден с черна костилка. Цъфти през април – май и узрява през юни – август. Размножава се със семена.

## Разпространение
Видът е разпространен в Турция, по брега на Черно море и в Кавказ. В България е разпространен в Странджа на височина между 50 до 700 m.